# The Original Meteor & Flair Sides
The Original Meteor & Flair Sides — збірка пісень американського блюзового музиканта Елмора Джеймса, випущена в 1984 року лейблом Ace. У 1988 році альбом був включений до Зали слави блюзу.

## Опис
Збірка The Original Flair & Meteor Sides була випущена на британському лейблі Ace у 1984 році. Більшість попередніх альбомів Джеймса включали в основному альтернативні дублі та невидані пісні, ця збірка містить записи, зроблені з 1952 по 1954 роки, які вийшли на сьомох синглах Meteor і Flair і були спродюсовані братами Бігорі.
Вперше Джеймс почав записуватися для братів Бігорі в Кантоні, штат Міссісіпі, однак через те, що на той час він мав контракт з лейблом Trumpet, ці записи (включаючи «Please Find My Baby», «Hand in Hand» і «Rock My Baby Right» на цьому LP) чекали свого випуску. Інші 11 пісень були записані в Чикаго зі своїм гуртом the Broomdusters, до якого входили Літтл Джонні Джонс на фортепіано, Оді Пейн на ударних, і зазвичай Дж. Т. Браун на тенор-саксофоні. Серед пісень особливо виділяються «I Believe» і «Dust My Broom».

## Визнання
У 1988 році альбом The Original Meteor & Flair Sides Джеймса (Ace, 1984) був включений до Зали слави блюзу в категорії «Класичний блюзовий запис — альбом».

## Список композицій
1. «I Believe» (Елмор Джеймс, Джо Джосі, Жуль Тоб, Сем Лінг) — 3:17
2. «I Held My Baby Last Night» (Елмор Джеймс, Джо Джосі, Жуль Тоб, Сем Лінг) — 3:31
3. «Baby What's Wrong» (Елмор Джеймс) — 2:53
4. «Sinful Woman» (Елмор Джеймс, Джо Джосі, Жуль Тоб, Сем Лінг) — 2:52
5. «Early in the Morning» (Елмор Джеймс) — 2:53
6. «Can't Stop Lovin'» (Елмор Джеймс) — 2:46
7. «Hawaiian Boogie» (Елмор Джеймс) — 2:40
8. «Hand in Hand» (Елмор Джеймс, Джо Джосі, Жуль Тоб, Сем Лінг) — 2:52
9. «1839 Blues» (Елмор Джеймс, Джо Джосі, Жуль Тоб, Сем Лінг) — 2:51
10. «Make a Little Love» (Елмор Джеймс) — 2:59
11. «Strange Kinda Feeling» (Елмор Джеймс) — 2:53
12. «Sho' Nuff I Do» (Елмор Джеймс) — 2:46
13. «Make My Dreams Come True» (Елмор Джеймс) — 2:40
14. «Rock My Baby Tonight» (Елмор Джеймс, Джо Джосі, Жуль Тоб, Сем Лінг) — 2:52

## Учасники запису
- Елмор Джеймс — вокал, гітара

Технічний персонал
- Рей Топпінг — укладення збірки
- Боб Джонс — мастеринг
- Філ Смі — дизайн
- Жак Деметр — фотографія
- Тед Керролл — текст